# (541016) 2017 YA5
(541016) 2017 YA5 es un asteroide perteneciente al cinturón de asteroides descubierto el 27 de septiembre de 2008 por el equipo del Catalina Sky Survey desde el Catalina Sky Survey, Arizona, Estados Unidos.

## Designación y nombre
Designado provisionalmente como 2017 YA5.

## Características orbitales
2017 YA5 está situado a una distancia media del Sol de 2,585 ua, pudiendo alejarse hasta 2,662 ua y acercarse hasta 2,508 ua. Su excentricidad es 0,029 y la inclinación orbital 22,70 grados. Emplea 1518,47 días en completar una órbita alrededor del Sol.

## Características físicas
La magnitud absoluta de 2017 YA5 es 16,1. 